# برند شرودر
برند شرودر (انگلیسی: Bernd Schröder؛ زادهٔ ۲۲ ژوئیهٔ ۱۹۴۲) بازیکن فوتبال اهل آلمان است.